# 杜魯門斯堡 (紐約州)
杜魯門斯堡（英語：Trumansburg）是位於美國紐約州湯普金斯縣的村。

## 人口
根據2020年美國人口普查的數據，杜魯門斯堡的面積為3.60平方千米，當中陸地面積為3.59平方千米，而水域面積為0.01平方千米。當地共有人口1714人，而人口密度為每平方千米476人。